# Lettország az 1992. évi téli olimpiai játékokon
Lettország a franciaországi Albertville-ben megrendezett 1992. évi téli olimpiai játékok egyik részt vevő nemzete volt. Az országot az olimpián 6 sportágban 23 sportoló képviselte, akik érmet nem szereztek. A Szovjetuniótól való függetlenné válása után ez volt az első alkalom, hogy Lettország önállóan vett részt az olimpiai játékokon. Ezt megelőzően az ország sportolói három alkalommal szerepeltek önálló csapattal téli olimpián.

## Biatlon
Férfi
| Versenyző                                                      | Versenyszám      | Lövőhiba | Időeredmény | Helyezés |
| -------------------------------------------------------------- | ---------------- | -------- | ----------- | -------- |
| Aivars Bogdanovs                                               | 10 km sprint     | 1        | 28:24,2     | 40.      |
| Aivars Bogdanovs                                               | 20 km egyéni     | 4        | 1:04:28,5   | 62.      |
| Ilmārs Bricis                                                  | 10 km sprint     | 1        | 28:23,3     | 39.      |
| Ilmārs Bricis                                                  | 20 km egyéni     | 5        | 1:04:27,3   | 61.      |
| Oļegs Maļuhins                                                 | 10 km sprint     | 0        | 27:17,7     | 13.      |
| Oļegs Maļuhins                                                 | 20 km egyéni     | 6        | 1:06:10,1   | 69.      |
| Gundars Upenieks                                               | 10 km sprint     | 1        | 28:32,7     | 44.      |
| Gundars Upenieks                                               | 20 km egyéni     | 1        | 1:02:01,6   | 35.      |
| Oļegs Maļuhins Aivars Bogdanovs Ilmārs Bricis Gundars Upenieks | 4 × 7,5 km váltó | 3        | 1:33:31,1   | 16.      |

## Bob
| Versenyző                                                     | Versenyszám | 1. futam | 1. futam | 2. futam | 2. futam | 3. futam | 3. futam | 4. futam | 4. futam | Összesítés | Összesítés |
| Versenyző                                                     | Versenyszám | Idő      | Hely.    | Idő      | Hely.    | Idő      | Hely.    | Idő      | Hely.    | Idő        | Helyezés   |
| ------------------------------------------------------------- | ----------- | -------- | -------- | -------- | -------- | -------- | -------- | -------- | -------- | ---------- | ---------- |
| Zintis Ekmanis Aldis Intlers                                  | Kettes      | 1:00,94  | 14.      | 1:01,57  | 16.      | 1:01,88  | 18.      | 1:01,94  | 18.      | 4:06,33    | 16.        |
| Sandis Prūsis Adris Plūksna                                   | Kettes      | 1:00,92  | 13.      | 1:01,40  | 13.      | 1:01,56  | 13.      | 1:01,74  | 16.      | 4:05,62    | 15.        |
| Sandis Prūsis Juris Tone Ivars Bērzups Adris Plūksna          | Négyes      | 59,05    | 19.*     | 59,07    | 16.      | 58,72    | 8.       | 59,08    | 13.      | 3:55,92    | 14.        |
| Zintis Ekmanis Aldis Intlers Boriss Artemjevs Otomārs Rihters | Négyes      | 59,02    | 16.      | 58,99    | 13.*     | 59,35    | 18.      | 59,36    | 16.      | 3:56,72    | 16.        |

* - egy másik csapattal azonos eredményt ért el

## Műkorcsolya
| Versenyző           | Versenyszám  | Rövid program     | Rövid program | Rövid program | Kűr               | Kűr   | Kűr         | Összesítés         | Összesítés |
| Versenyző           | Versenyszám  | Több. hely. száma | Hely.         | Hely. pont.   | Több. hely. száma | Hely. | Hely. pont. | Helyezési pontszám | Helyezés   |
| ------------------- | ------------ | ----------------- | ------------- | ------------- | ----------------- | ----- | ----------- | ------------------ | ---------- |
| Konstantīns Kostins | Férfi egyéni | 5×17+             | 18.           | 9,0           | 6×22+             | 22.   | 22,0        | 31,0               | 20.        |
| Alma Lepina         | Női egyéni   | 5×21+             | 22.           | 11,0          | 6×20+             | 20.   | 20,0        | 31,0               | 20.        |

## Síakrobatika
Mogul
| Versenyző         | Versenyszám | Selejtező | Selejtező | Döntő   | Döntő    |
| Versenyző         | Versenyszám | Pont      | Helyezés  | Pont    | Helyezés |
| ----------------- | ----------- | --------- | --------- | ------- | -------- |
| Normunds Aplociņš | Férfi       | 17,03     | 34.       | kiesett | kiesett  |
| Dans Jansons      | Férfi       | 12,93     | 42.       | kiesett | kiesett  |

## Sífutás
Férfi
| Versenyző      | Versenyszám         | Eredmény  | Helyezés |
| -------------- | ------------------- | --------- | -------- |
| Jānis Hermanis | 10 km               | 35:49,8   | 88.      |
| Jānis Hermanis | 15 km üldözőverseny | 53:12,9   | 78.      |
| Jānis Hermanis | 30 km               | 1:44:43,2 | 77.      |
| Jānis Hermanis | 50 km               | 2:37:24,3 | 66.      |

## Szánkó
| Versenyző                     | Versenyszám | 1. futam | 1. futam | 2. futam | 2. futam | 3. futam | 3. futam | 4. futam | 4. futam | Összesítés | Összesítés |
| Versenyző                     | Versenyszám | Idő      | Hely.    | Idő      | Hely.    | Idő      | Hely.    | Idő      | Hely.    | Idő        | Helyezés   |
| ----------------------------- | ----------- | -------- | -------- | -------- | -------- | -------- | -------- | -------- | -------- | ---------- | ---------- |
| Agris Elerts                  | Férfi egyes | 45,785   | 12.      | 45,906   | 15.      | 46,456   | 13.      | 46,527   | 16.      | 3:04,674   | 13.        |
| Iluta Gaile                   | Női egyes   | 47,412   | 16.      | 47,192   | 9.       | 47,377   | 14.      | 47,314   | 17.      | 3:09,295   | 15.        |
| Anna Orlova                   | Női egyes   | 47,263   | 12.      | 47,293   | 13.      | 47,161   | 7.       | 47,081   | 12.      | 3:08,798   | 11.        |
| Evija Šulce                   | Női egyes   | 47,386   | 15.      | 47,326   | 15.      | 47,388   | 15.      | 47,107   | 13.      | 3:09,207   | 14.        |
| Aivars Polis Roberts Suharevs | Kettes      | 46,988   | 13.      | 46,961   | 11.      |          |          |          |          | 1:33,949   | 11.        |